# Les Pradeaux
Les Pradeaux é uma comuna francesa na região administrativa de Auvérnia-Ródano-Alpes, no departamento Puy-de-Dôme. Estende-se por uma área de 5,57 km². Em 2010 a comuna tinha 347 habitantes (densidade: 62,3 hab./km²).